# X86 가상화

x86 가상화(x86 virtualization)는 x86 기반의 게스트 운영체제가 호스트 x86 운영 체제 아래에서 구동하는 방식이다. (이 가상화에서 게스트 운영체제의 수정은 가하지 않거나 거의 수정하지 않는 편이다.) x86 프로세서 구조는 원래 포펙과 골드버그의 가상화 요구(Popek and Goldberg virtualization requirements)를 만족하지 않았다. 그 결과 x86 프로세서 상에 일반 가상 머신을 추가하는 것이 매우 어려웠다. 2005년과 2006년에 인텔과 AMD가 각 x86 구조를 확장함으로써 이 문제와 다른 가상화 문제들을 해결하였다.

## 하드웨어 지원
인텔과 AMD는 x86 구조에 대한 가상화 확장을 독립적으로 개발하였다. 이들은 서로 직접 호환되지 않지만 크게 같은 기능들을 다룬다. 어느 것이든 가상 머신 하이퍼바이저가, 수정되지 않은 게스트 운영 체제를 중대한 에뮬레이션 성능 손실 없이 구동할 수 있다는 장점이 있다.

### AMD 가상화 (AMD-V)
64비트 x86 아키텍처에 대한 AMD의 가상화 확장은 AMD 가상화라고 하며, 이를 줄여서 AMD-V라고 부른다.
AMD-V는 소켓 AM2 (소켓 939 아님)에 "F"나 "G" 계열인 애슬론 64, 애슬론 64 X2에, 또 튜리온 64 X2, 옵테론 2세대, 3세대, 페넘 이후의 프로세서에 존재한다.
AMD는 입출력 메모리 관리 장치(IOMMU) 기술 규격을 AMD-V에 추가하였다.

### 인텔 가상화 기술 (인텔 VT)
인텔 가상화 기술, 곧 인텔 VT는 가상화를 위한 인텔의 기술 집합이다. 2003년에 인텔 개발자 포럼에 처음 선보였으며 2005년에 출시되었다. 인텔 VT는 IA-32 (VT-x)를 위한 가상화 기술, IA-64 (VT-i)를 위한 가상화 기술, Directed I/O (VT-d)를 위한 가상화 기술, Connectivity (VT-c)를 위한 가상화 기술로 이루어져 있다.

## AMD-V, 인텔 VT를 사용하는 소프트웨어
가상화 기술을 이용하는 것으로 알려진 소프트웨어는 다음과 같다:
- 블루 필 (악성코드)
- 하이퍼-V
- 커널 기반 가상 머신 (KVM)
- LynxSecure
- 마이크로소프트 버추얼 서버
- 윈도우 서버 2008
- 오라클 VM
- 페러럴즈 워크스테이션, 페러럴즈 데스크톱 포 맥
- 페러럴즈 서버 (베타)
- 패디드 셀
- 실시간 운영 체제 보관됨 2008-09-23 - 웨이백 머신
- 썬 xVM
- 버추얼박스
- 버추얼 아이언
- 버추얼로직스
- VMWare 워크스테이션
- VMWare ESX 서버
- VMWare 서버
- 젠

## 같이 보기
- 가상화
- 가상 머신
- 에뮬레이션
- 반가상화